# Encefalitis
Encefalitis doslovno znači upala mozga, neovisno o uzroku upale. Ipak, kad se kaže encefalitis, obično se misli na virusni encfalitis jer je virus njegov najčešći uzročnik.
Encefalitis je rijetka bolest, koja se javlja u oko 0,5 na 100.000 osoba - najčešće u djece, starijih osoba te osoba oslabljenog imuniteta. Najveći broj oboljelih nikad se i ne javi liječniku, jer su znakovi bolesti (simptomi) većinom blagi.

## Uzrok i putevi prijenosa bolesti
Encefalitis može biti uzrokovan različitim mikroorganizmima (virusima, bakterijama ili parazitima), stoga su i putovi zaraze različiti, ovisno o uzročniku. Jedan od mnogobrojnih uzročnika encefalitisa je herpes simplex virus (HSV). To je ista vrsta virusa koja uzrokuje krastice oko usta, ali, kad napadne mozak, može biti smrtonosna u više od polovice novorođenčadi, odnosno u oko 28% oboljelih nakon dojenačke dobi. Na sreću, HSV encefalitis je izuzetno rijedak.
Encefalitis može biti jedna od komplikacija Lyme bolesti koju prenose krpelji, ili može nastati kao posljedica zaraze virusom bjesnoće, koju prenose bijesne životinje. Komarci također mogu biti prijenosnici nekoliko vrsta encefalitisa, uključujući encefalitis Zapadnog Nila i Equine encefalitis. Blaži oblici encefalitisa mogu biti nastavak ili pratitelj dječjih bolesti -zaušnjaka, ospica, vodenih kozica i mononukleoze. Virusi, poput onog koji uzrokuje vodene kozice (Varicella Zoster), najčešće se šire putem sline (kihanjem ili kašljem). Rjeđe, encefalitis može biti uzrokovan bakterijskom infekcijom poput bakterijskog meningitisa, ili može biti komplikacija drugih bakterijskih infekcija, poput sifilisa. Neki paraziti, poput toksoplasmoze, mogu uzrokovati encefalitis u osoba sa smanjenim imunitetom.
Upala mozga sama po sebi nije zarazna, ali bilo koji od različitih virusa koji je uzrokuju može se prenositi s osobe na osobu. Naravno, samo zato što se netko zarazi virusom koji može uzrokovati encefalitis ne znači da će se stvarno i razboljeti - razviti upalu mozga. Ipak, osobe smanjenog imuniteta i djeca trebali bi izbjegavati kontakt s osobama oboljelima od encefalitisa.

## Simptomi
Simptomi (znakovi bolesti) u blažim oblicima encefalitisa uključuju:
- povišenu temperaturu
- glavobolju
- gubitak energije
- oslabljen apetit

U ozbiljnijim slučajevima encefalitisa, osoba može imati i simptome vezane uz poremećaje središnjeg živčanog sustava:
- mučninu i povraćanje
- jaku glavobolju
- ukočenost vrata
- smetenost
- dezorijentiranost
- promjene osobnosti
- halucinacije
- konvulzije
- probleme sa sluhom ili govorom
- gubitak pamćenja
- pospanost
- komu

Gore navedene simptome teže je uočiti kod dojenčadi i male djece, ali još uvijek postoje karakteristični znaci:
- povraćanje
- ukočenost trupa
- ispupčenje fontanele
- plakanje koje ne prestaje ili se pogoršava kad se dijete uzme u naručje

Budući da encefalitis može biti nastavak ili pratitelj uobičajenih virusnih oboljenja, ponekad prethode karakteristični znakovi tih bolesti. Ipak, encefalitis se najčešće javlja bez upozorenja.

## Prevencija
U sprečavanju encefalitisa se ne može preventivno djelovati, osim što se može pokušati spriječiti nastanak bolesti koje mogu dovesti do encefalitisa. Cijepljenjem (imunizacijom) može se spriječiti onaj encefalitis koji prati dječje zarazne bolesti. Također, one vrste encefalitisa čiji se uzročnici prenose komarcima, preveniraju se tako da se suzbijaju komarci ili štiti od njihovih uboda.
Kod većine encefalitisa, akutna faza bolesti (kad su simptomi najteži) traje oko jednog tjedna. Potpuni oporavak traje mnogo duže, često nekoliko tjedana ili dulje.

## Liječenje
Većina encefalitisa uzrokovani su virusima i praćeni su blagim simptomima pa se oboljeli ostavljaju na kućnu njegu. Djeca se, međutim, primaju u bolnicu te se njihovo stanje brižno prati.
Antibiotici se ne koriste za liječenje virusnih encefalitisa, jer nisu učinkoviti protiv virusa. Ipak, za neke viruse postoje posebni antivirusni lijekovi, kao na primjer za encefalitis uzrokovan Herpes simpleksom. Da bi se spriječilo otjecanje mozga koje nastaje zbog upale, mogu se koristiti kortikosteroidi. Za liječenje povišene temperature koriste se antipiretici.
Većina oboljelih se potpuno oporavi od bolesti. U malom broju slučajeva, zbog otjecanja mozga mogu nastati trajne posljedice, poput teškoća s učenjem, problema u govoru ili motoričkih poremećaja.
|  | Molimo pročitajte upozorenje o korištenju medicinskih informacija. Ne provodite liječenje bez savjetovanja s liječnikom! |